# BYD e6
La BYD e6 è un'autovettura prodotta dalla casa automobilistica cinese BYD Auto dal 2009.

## Descrizione
La e6 è una monovolume completamente elettrica con una autonomia dichiarata di circa 400 km secondo il costruttore. I test della vettura sono iniziati in Cina nel maggio 2010 con 40 unità che hanno operato come taxi nella città di Shenzhen. Le vendite al pubblico sono iniziate a Shenzhen nell'ottobre 2011, con oltre due anni di ritardo rispetto alla data di uscita originariamente prevista del 2009. A settembre 2009 alcune e6 sono state utilizzate come taxi in Cina, Indonesia, Colombia, Belgio, Stati Uniti (New York e Chicago), Paesi Bassi e Regno Unito. La BYD e6 è stata l'auto elettrica più venduta in Cina nel 2016.